# Schönenbergkirche

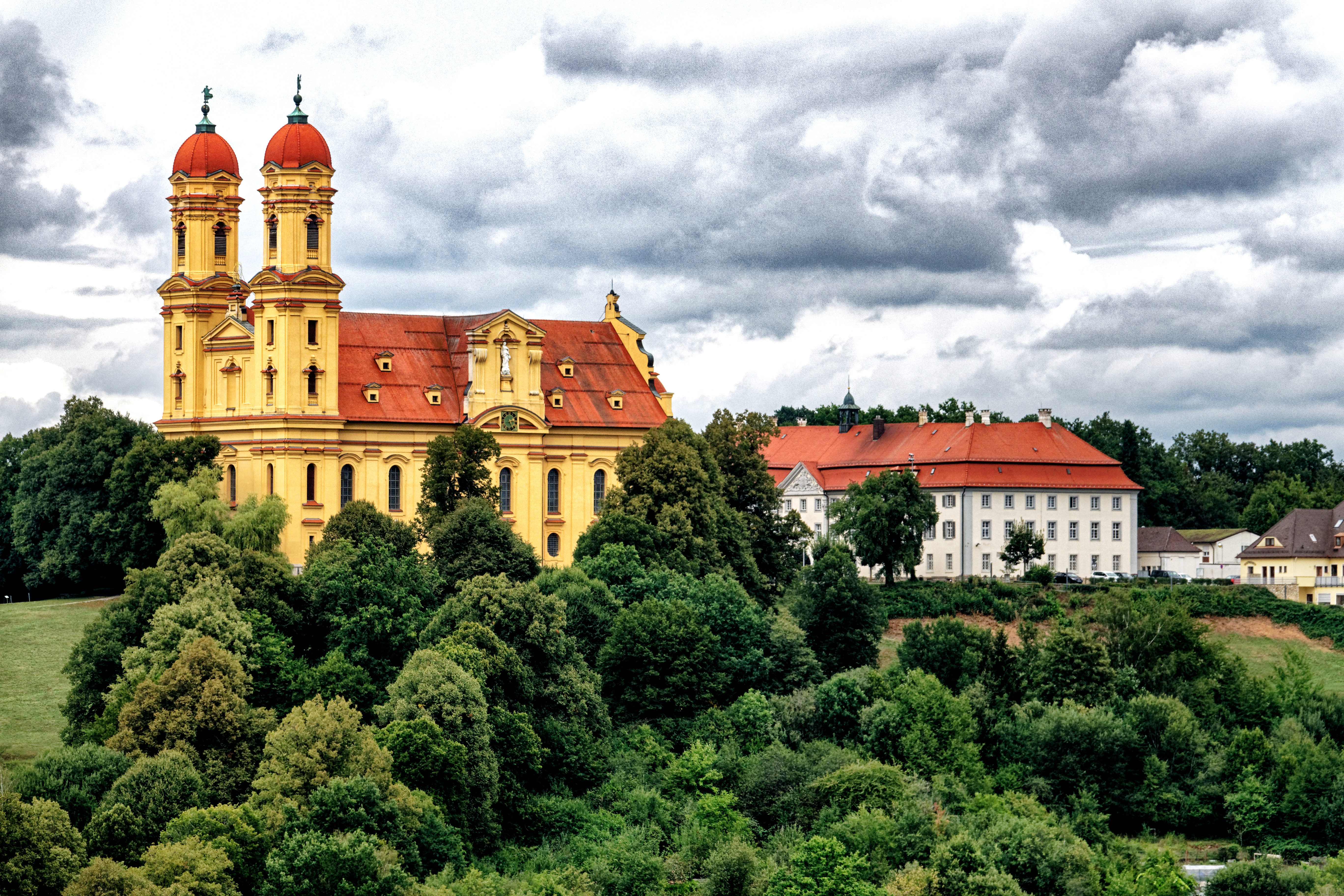
Schönenbergkirche mit Haus Schönenberg (rechts)

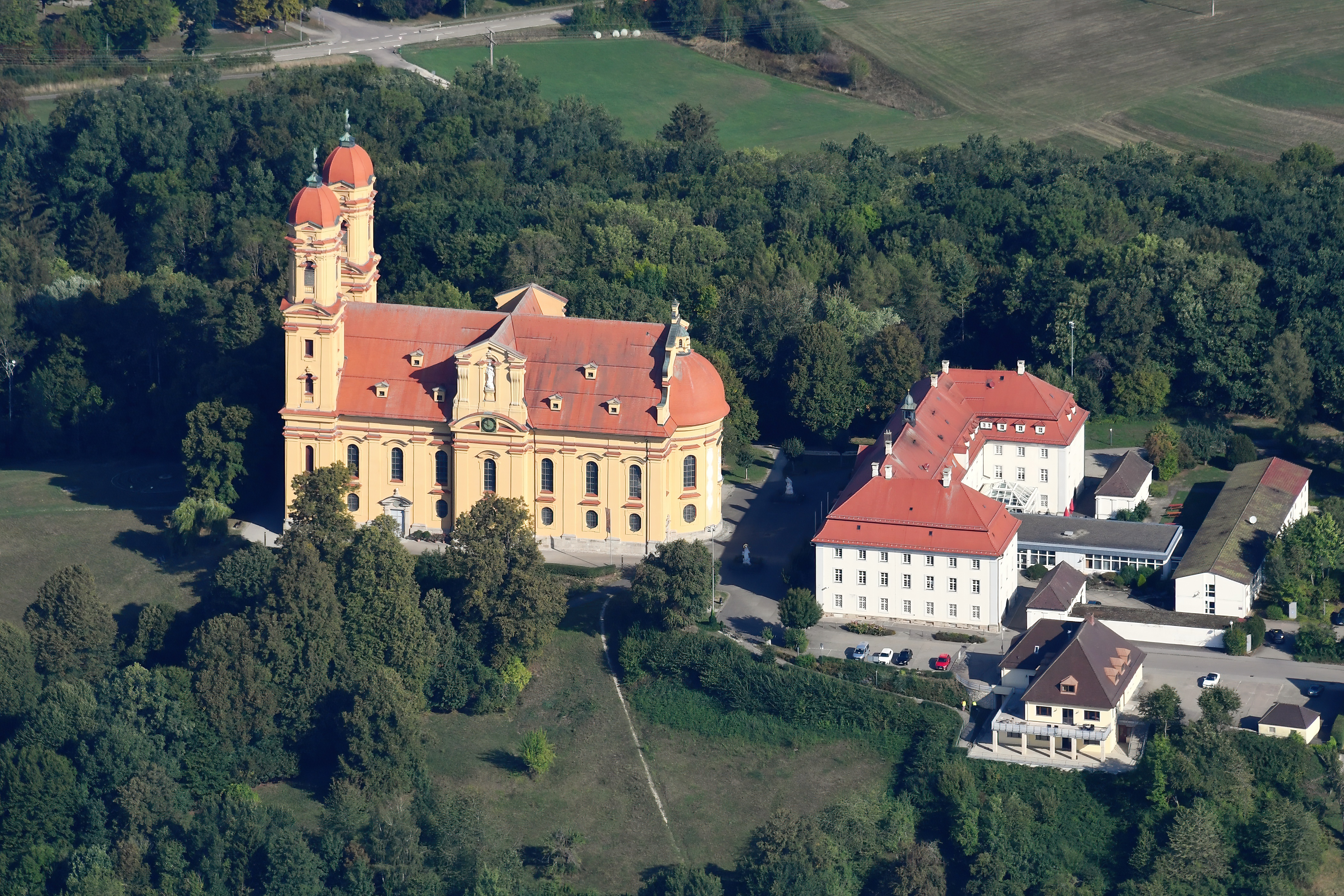
Ansicht aus der Vogelperspektive

Schönenbergkirche ist die volkstümliche Bezeichnung der Wallfahrtskirche „Zu Unserer Lieben Frau“ auf dem 530 Meter hohen Schönenberg nahe Ellwangen (Jagst). Sie ist ein bedeutender Kirchenbau in der Region Ostwürttemberg.

## Geschichte

### Die erste Kirche auf dem Schönenberg

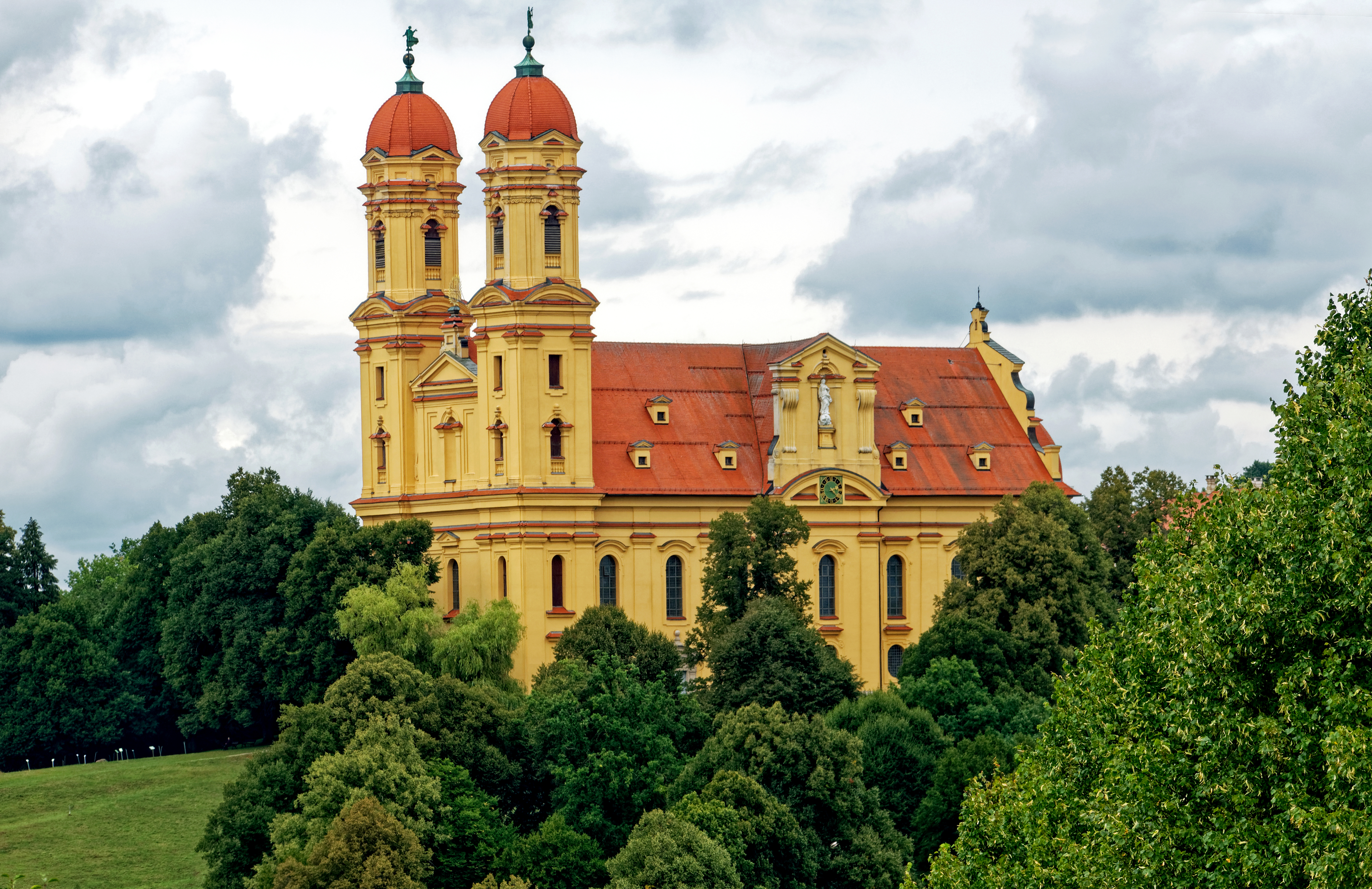
Blick von Südwesten

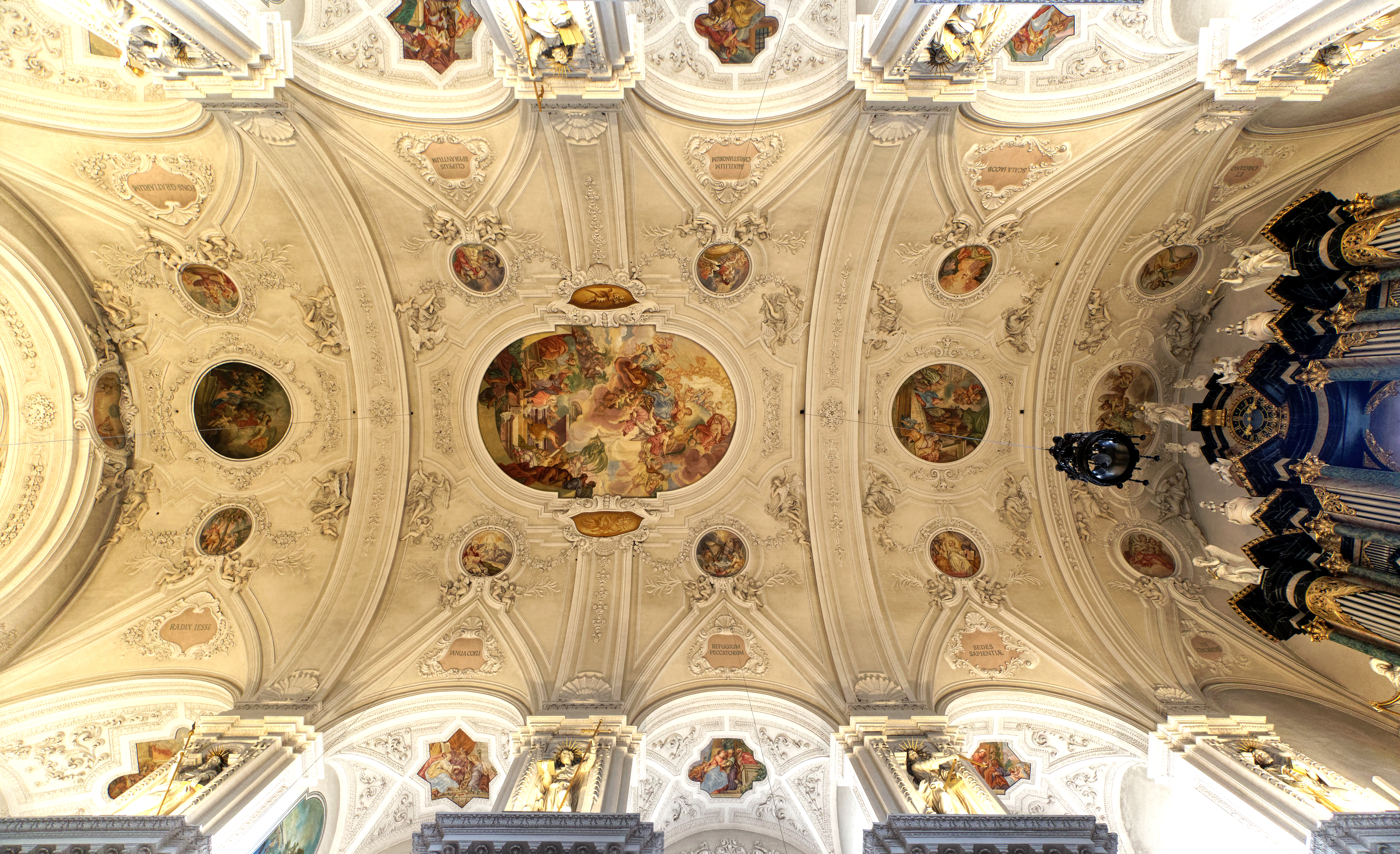
Decke

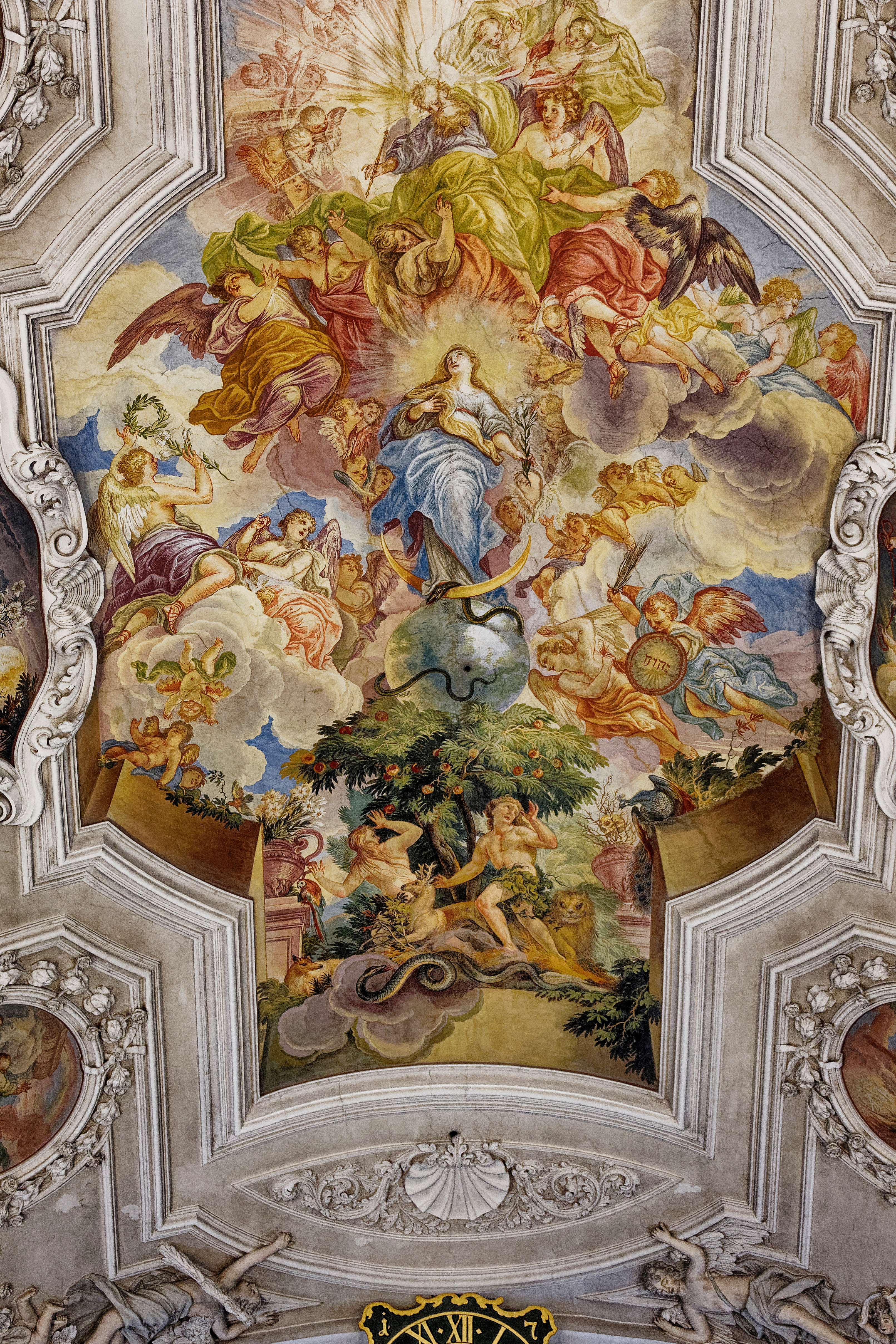
Deckendetail

Im Jahr 1682 legte Johann Christoph von Freyberg, Bischof von Augsburg, den Grundstein der Kirche. Anlass war die Verschonung der Stadt Ellwangen von einem verheerenden Brand im Jahr 1681. Das Bauwerk wurde nach Plänen des Architekten Michael Thumb nach dem Vorarlberger Münsterschema erstellt und 1685 geweiht. Es wurde zur Vorlage für viele weitere bedeutende Kirchenbauten des Barocks, vor allem in Oberschwaben. 1709 brannte die Kirche nach einem Blitzschlag vollständig aus.

### Die zweite Kirche auf dem Schönenberg
Noch im selben Jahr begannen die Arbeiten zur Erneuerung des Bauwerks, das 1729 fertiggestellt und am 15. Mai 1729 von Weihbischof Johann Jakob von Mayr aus Augsburg geweiht wurde. Bis 1817 befand sich hinter dem Gotteshaus die katholisch-theologische Fakultät der Universität Tübingen. Heute werden diese Räumlichkeiten als Tagungshaus der Diözese Rottenburg-Stuttgart genutzt.

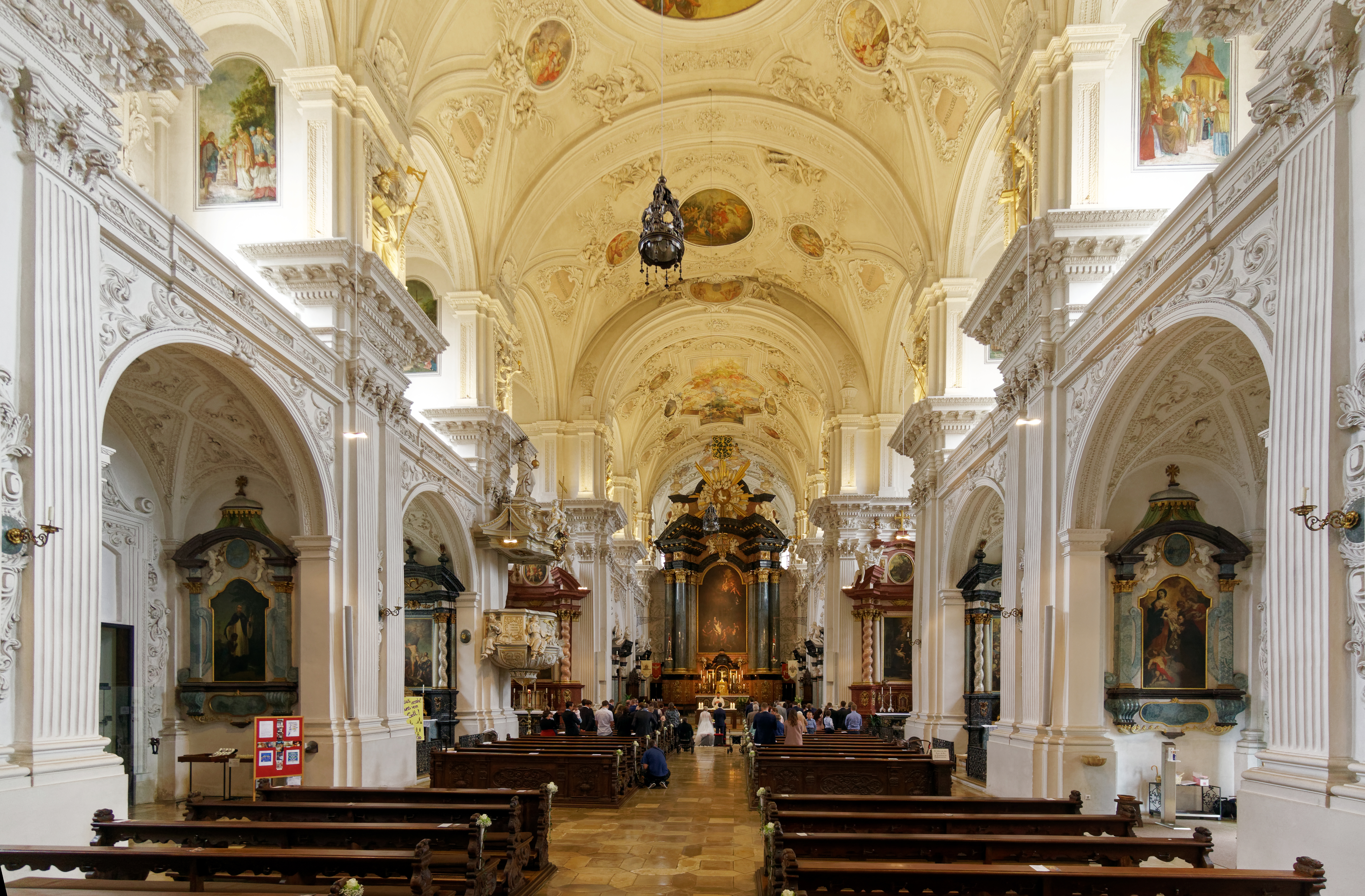
Hochzeit in der Kirche

## Architektur

### Fassade
Die dreigeschossige Fassade der Wallfahrtskirche Zu Unserer Lieben Frau erhebt sich in schöner Hanglage östlich von Ellwangen. Doppeltürme, Pilaster- und Gesimsgliederung sind ihre Kennzeichen. Der zurückgesetzte Mittelteil wird von einem Dreiecksgiebel bekrönt. Das dritte Turmgeschoss erhebt sich über achteckigem Grundriss. Beim Turmoktogon besetzen Schallarkaden mit Blendbalustraden die Hauptseiten, Pilaster die Diagonalseiten. Erstes und zweites Turmgeschoss zeigen toskanische Ordnung, das dritte Geschoss ionische Ordnung. Das zweite Turmgeschoss schließt mit Segmentgiebeln ab, das dritte mit Dreiecksgiebeln. Den Abschluss bilden sogenannte Bienenkorbkuppeln.

### Innenraum
Die Schönenbergkirche besitzt eine lichte Länge von 49 m und eine lichte Breite von 23 m. Der Grundriss zeigt eine in ein Längsrechteck eingeschriebene Folge von vier Langhausjochen sowie von drei Chorjochen, wobei das östliche Langhausjoch breiter ist und querhausartig vorragt. Der Chor ist eingezogen, das Altarhaus schließt halbrund.
Bei dem ganz in Weiß gehaltenen Innenraum handelt es sich um eine Emporen-Wandpfeilerhalle. Die Stirnen der Wandpfeiler sind mit kannelierten korinthischen Doppelpilastern besetzt. Zwischen den Wandpfeilern sind unten Kapellen und oben Emporen eingezogen. Sowohl Kapellen wie auch Emporen werden von Quertonnen überwölbt. Dabei liegt die Oberkante der Pilaster auf gleicher Höhe wie die Oberkante der Emporenbrüstungen. Über dem vorkragenden Hauptgebälk erhebt sich ein Attika-Zwischengeschoss. Dieses wird aus gestaffelten Pfeilern gebildet und nimmt mittig jeweils eine Nischenfigur eines Apostels auf. Kapellen und Emporen besitzen etwa die gleiche Höhe. Die Kapellen nehmen an ihren Ostwänden Altäre auf. In der querhausartig erweiterten Abseite wird die Empore zu einem Laufgang, was zum Eindruck eines regulären Querhauses beiträgt. Gewölbt wird das Langhaus von einer gurtgegliederten Stichkappentonne.
Ein als Arkade ausgebildeter Triumphbogen leitet als raumbestimmende Würdeformel zum Chor. Der Chor selbst besitzt keine Emporen. Deshalb sind die Pfeiler über der Gestühlzone als Freipfeiler ausgebildet. Die eigentümliche Choranlage der Kirche ist der Tatsache geschuldet, dass eine 1639 erbaute Lorettokapelle in das Gotteshaus einbezogen wurde.
Die Kirche auf dem Schönenberg gilt zusammen mit der Abteikirche Obermarchtal als Musterbeispiel des „Vorarlberger Münsterschemas“. Die Schönenbergkirche bezieht sich sowohl bei der Vergrößerung des vierten Raumkompartiments als auch bei der Einschaltung einer Attika zwischen Emporenzone und Tonnengewölbe auf St. Michael in München. Im Grundriss bestehen Verbindungen zur Jesuitenkirche Luzern von 1666 sowie zur Jesuitenkirche Solothurn von 1680. Die Freipfeiler im Chor waren in der Studienkirche in Dillingen vorgebildet.

## Ausstattung

### Stuckierung
Ein Teil der für den Neubau geschaffenen Ausstattung ging beim Brand von 1709 verloren. Das betraf besonders die Stukkaturen von Melchior Haudt und die Altäre von Hans Michael Weinmann. Auch Vater und Sohn Paulus waren beteiligt. Für die Entwürfe der neu zu errichtenden Langhauswölbungen war Maximilian von Welsch verantwortlich. Die genauen Vorlagen dazu schuf Carlo Maria Pozzi. Die Ausführung besorgte Melchior Paulus um 1711. Die ursprüngliche Dekoration der 1680er Jahre ist vor allem unterhalb des Hauptgebälks erhalten geblieben. Sie zeigt kräftige, saftig-plastische Formen. Besonders in den Chorkapellen sowie in der Sakristei (aus den 1690er Jahren) sind schöne Beispiele dieser früheren Stilstufe zu sehen.

### Altäre
Der Hochaltar wurde von Maximilian von Welsch entworfen und von Kaspar Buchmüller erstellt. Doppelte Stuckmarmorsäulen vor Pilasterrücklagen rahmen Altarmensa, Tabernakel und Altarblatt. Letzteres stammt von Johannes Classen aus Schlesien (1715). Es zeigt die Himmelfahrt Mariens: Getragen von Engeln, schwebt die Muttergottes auf Wolken gen Himmel, die Apostel bleiben um den leeren Sarkophag zurück. Die schräggestellten Altarseiten fasst ein gesprengter Segmentgiebel zusammen. Auf den Giebelschrägen lagern anbetende Engel. Der Auszug zeigt die Taube des Heiligen Geistes begleitet von geflügelten Engelsköpfen vor der Strahlenglorie. Beidseits des Auszugs stehen Ziervasen, denen Flammen entsteigen. Auf der Rückseite des Altarblatts befindet sich die nur zur Weihnachtszeit gezeigte Geburt Christi von A. Bellucci (1719).
Die Seitenaltäre schuf Kaspar Buchmüller (1711–1713). Ihr Aufbau ähnelt dem des Hochaltars: schräggestellte Säulen vor Pilasterrücklagen, gesprengte, von Engelfiguren besetzte Giebel und Flammenvasen. Nur das rechteckige Bildformat und die gewundenen Säulen weichen ab. Die Altäre in den Kapellen sind einfacher gestaltet.

### Fresken
Die 22 Fresken stammen von dem in Innsbruck geborenen Maler Melchior Steidl (um 1665–1727). Sie sind der Gottesmutter Maria gewidmet. Das Fresko über der Orgelempore zeigt musizierende Engel. Auf dem ersten farbigen Langhausfresko ist der Tempelgang Mariens zu sehen. Das zentrale Deckenbild im Langhaus zeigt Mariä Himmelfahrt. In starker Untersicht führen Treppen zu dem Sarkophag empor, um den die Apostel versammelt sind. Links sind Paulus (mit dem Schwert) und Petrus (mit dem Schlüssel) zu sehen. Unterhalb sitzt der lesende Johannes. Darüber wird Maria im roten Gewand und blauem Mantel auf der Mondsichel von Engeln emporgetragen. Von oben eilt Jesus Christus herbei, um Maria zu krönen. Auf dem östlichen Langhausfresko finden wir die Verkündigung an Maria und im Chor die Kombination von Sündenfall und Erlösungsverheißung mit der Darstellung der apokalyptischen Jungfrau (Maria Immaculata als Welterlöserin). Die auf Mond und Weltkugel stehende und von einem Strahlenkranz umgebene Gottesmutter hält eine Lilie – Symbol für die Reinheit – und zertritt die Schlange, die einst Eva und Adam, die am unteren Bildrand aus dem Paradies vertrieben werden, zur Sünde verführt hatte.
Bemerkenswert sind die symbolischen und allegorischen Darstellungen Mariens (zum großen Teil nach den Marientiteln der Lauretanischen Litanei – ) im Langhaus und im Chor:
| - Hortus conclusus (Verschlossener Garten) - Stella matutina (Morgenstern) - Arca Noe (Arche Noe) - Lignum vitae (Baum des Lebens) - Fons gratiarum (Brunnen der Gnaden) - Clipeus sperantium (Schutzschild der Hoffenden) - Auxilium christianorum (Hilfe der Christen) - Scala Iacob (Jakobsleiter) | - Castrorum acies ordinata (Geordnete Schlachtreihe für den Krieg) | - Turris Davidica (Turm Davids) - Foederis arca (Bundeslade) - Rubus incombustus (Nicht verbrannter Dornbusch) - Speculum iustitiae (Spiegel der Gerechtigkeit) - Radix Iesse (Wurzel Jesse) - Ianua coeli (Pforte des Himmels) - Refugium peccatorum (Zuflucht der Sünder) - Sedes sapientiae (Sitz der Weisheit) |

### Weitere Ausstattung

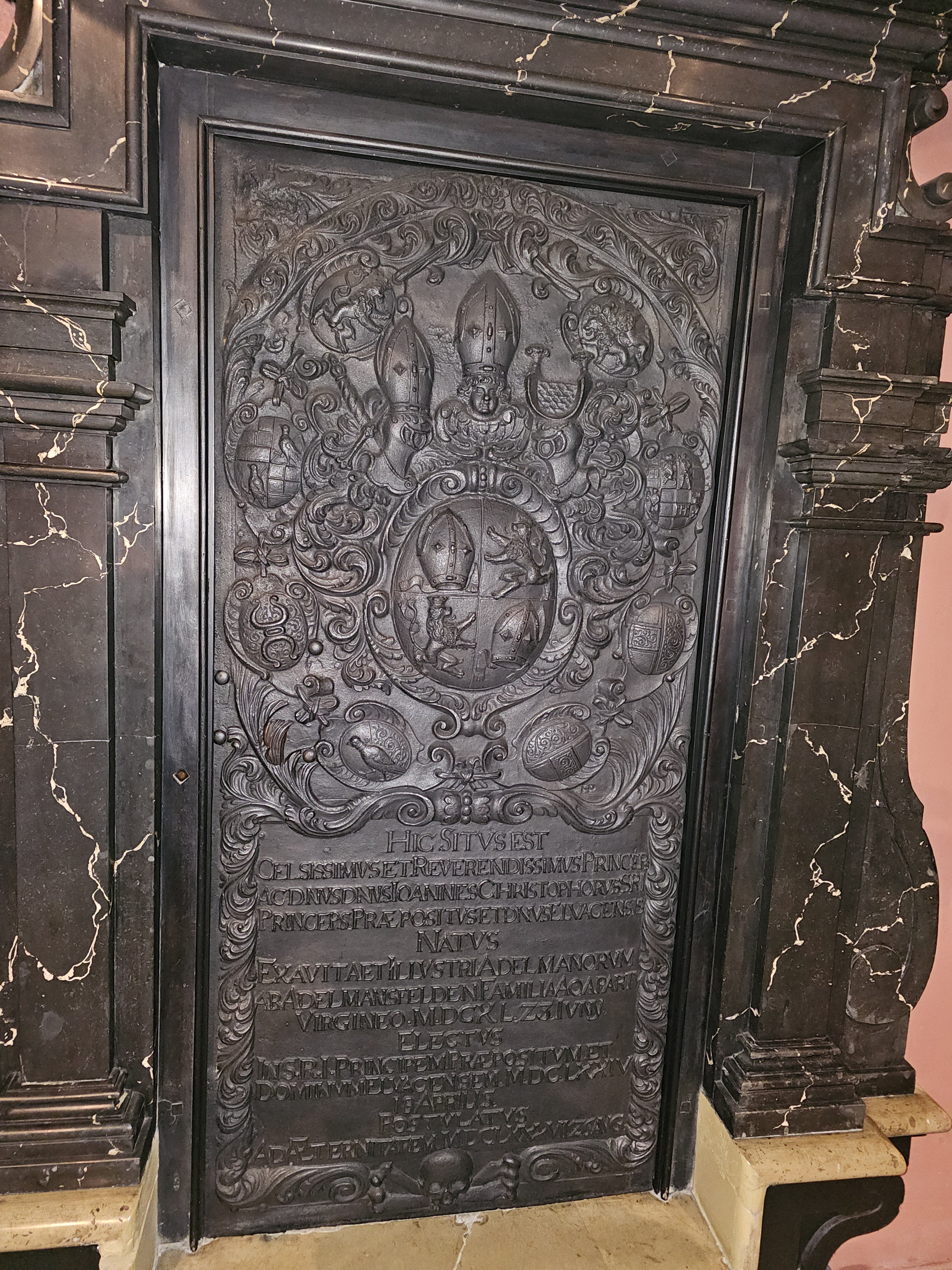
Epitaph des Johann Christoph Adelmann von Adelmannsfelden

Hinter dem Hochaltar wurde bereits 1911 eine ca. 100 m2 große Weihnachtskrippe eingerichtet, die das ganze Jahr über zu besichtigen ist und von Sieger Köder im Jahre 2000 neu gestaltet wurde. In der Attikazone in Nischen stehende Stuckfiguren der zwölf Apostel von Melchior Paulus fügen sich harmonisch in den Kirchenraum ein.
Hinter dem Gnadenbild befindet sich das Epitaph des Fürstprobstes Johann Christoph Adelmann von Adelmannsfelden. Zusammen mit Philipp Jeningen war er der Initiator für den Bau der Schönenbergkirche.

## Orgel

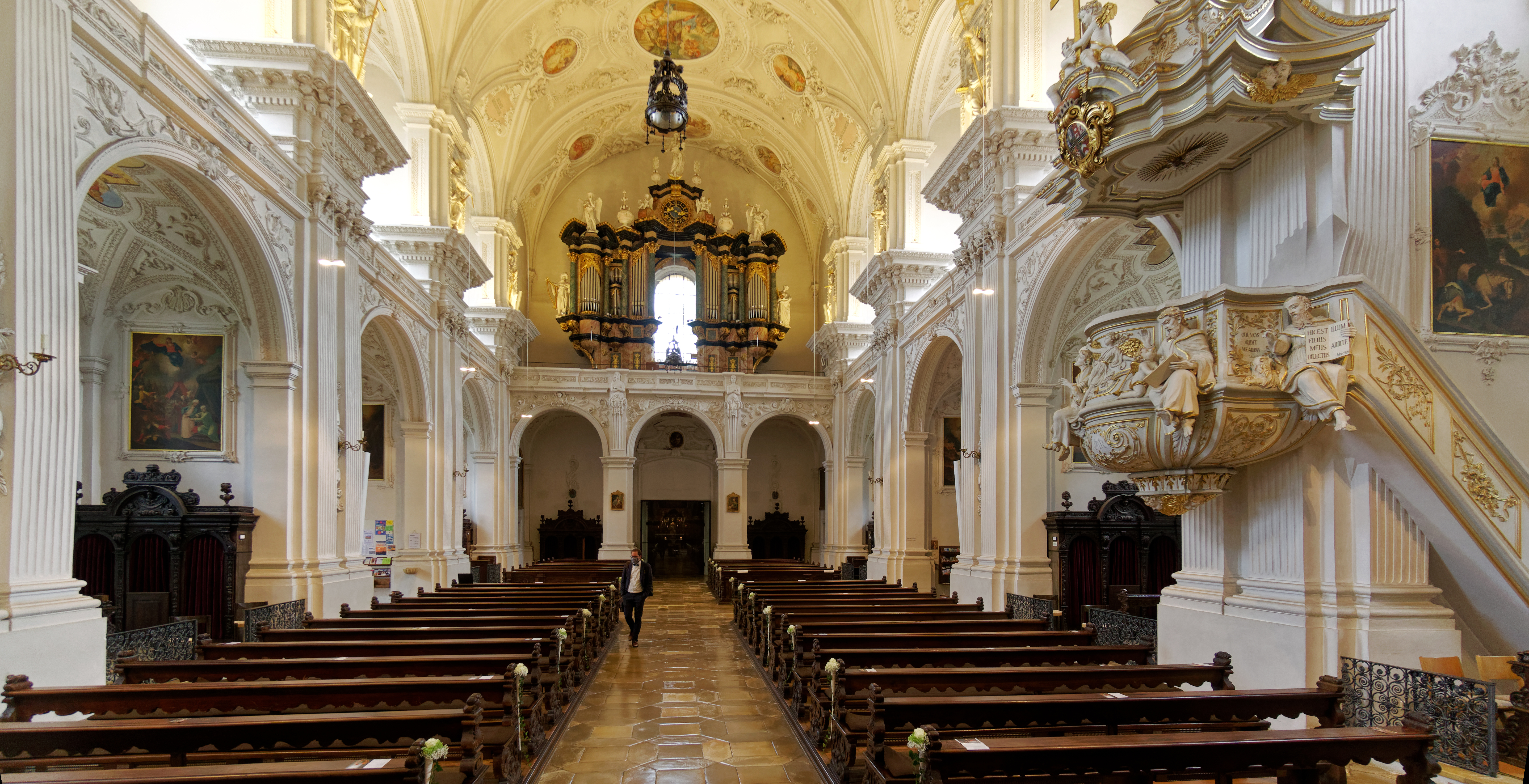
Orgel in historischem Rundbogengehäuse

Die Orgel wurde im Jahr 1975 von dem Orgelbauer Paul Peter Köberle (Schwäbisch Gmünd) erbaut. Das 1711 von Allgaier erbaute Gehäuse (Figuren von M. Paulus) wurde dabei wiederverwendet.
| I Hauptwerk C–g3 |                 |        |
| 1.               | Gedackt         | 16′    |
| 2.               | Prinzipal       | 8′     |
| 3.               | Holzspitzflöte  | 8′     |
| 4.               | Oktave          | 4′     |
| 5.               | Spitzgambe      | 4′     |
| 6.               | Blockflöte      | 2′     |
| 7.               | Terz            | 1 3⁄5′ |
| 8.               | Rauschpfeife II |        |
| 9.               | Mixtur V-VI     |        |
| 10.              | Fagott          | 16′    |
|                  | Tremulant       |        |

| II Kronwerk C–g3 |                            |       |
| 11.              | Gedackt                    | 8′    |
| 12.              | Prinzipal                  | 4′    |
| 13.              | Flöte                      | 4′    |
| 14.              | Superoktave                | 2′    |
| 15.              | Quintlein                  | 1 ⁄3′ |
| 16.              | Septnonensesquialter II–IV |       |
| 17.              | Scharff III/IV             |       |
| 18.              | Oboe                       | 8′    |
|                  | Tremulant                  |       |

| Pedal C–f1 |               |         |
| 19.        | Prinzipalbass | 16′     |
| 20.        | Subbass       | 16′     |
| 21.        | Quintbass     | 10 2⁄3′ |
| 22.        | Oktavbass     | 8′      |
| 23.        | Nachthorn     | 4′      |
| 24.        | Posaune       | 16′     |
| 25.        | Clairon       | 4′      |

- Koppeln: II/I, I/P, II/P, Suboktavkoppel II/II, Superoktavkoppel II/II
- Spielhilfen: 64-fache Setzeranlage, Schwelltritt für Kronwerk

## Bedeutung der Kirche für die Region

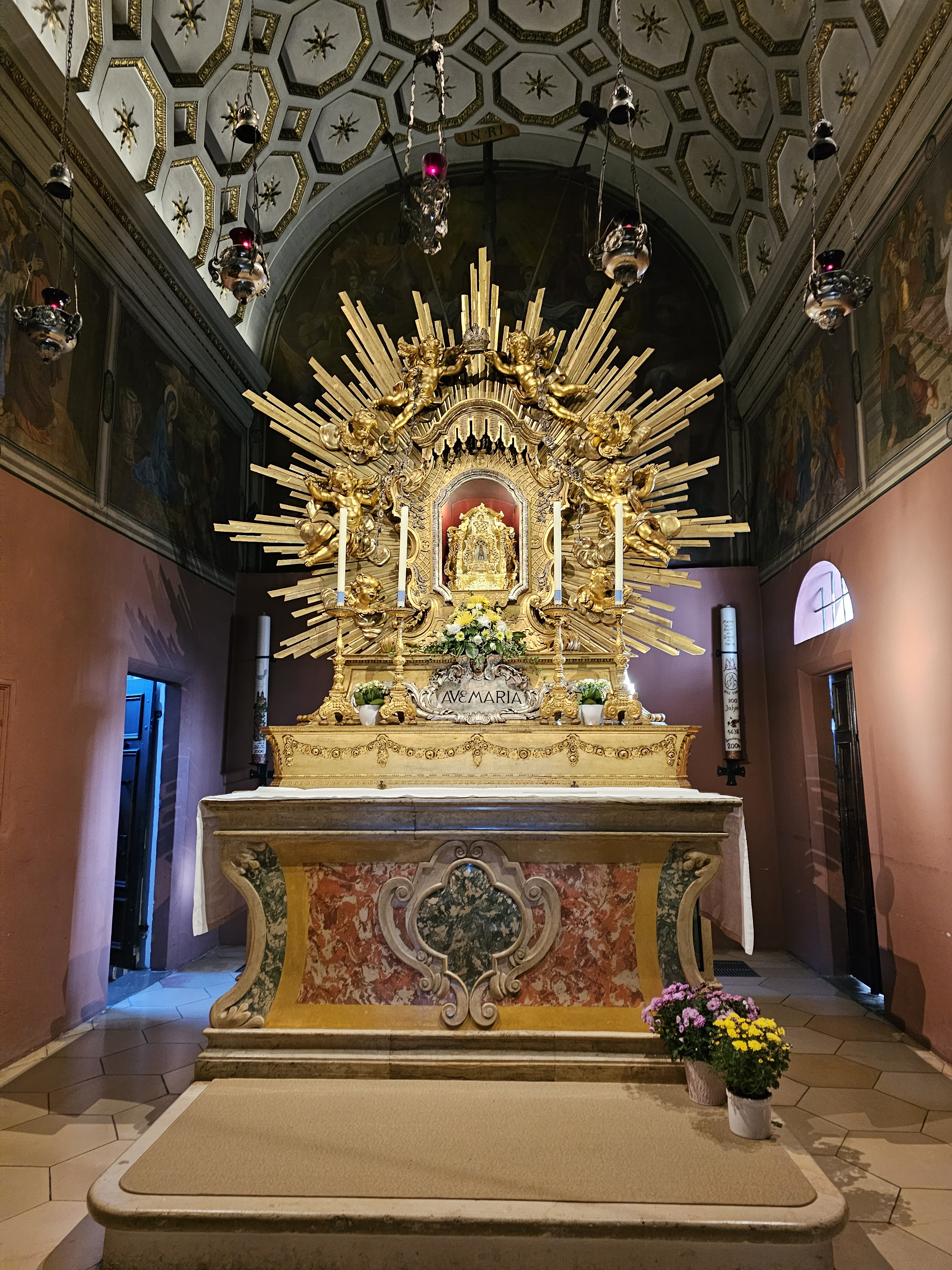
Gnadenbild

Heute gilt die Kirche als eines der Schmuckstücke barocker Baukunst, das nicht nur durch die hervorgehobene Lage auf dem Schönenberg für die Region prägend ist. Für den bedeutenden katholischen und orthodoxen Marienwallfahrtsort hat die Wallfahrt eine lange Tradition. Zentrale Bedeutung hat das Gnadenbild in einer Seitenkapelle der Kirche, eine kleine Marienstatuette in einem prächtigen monstranzartigen Altaraufbau. Der Weg zur Schönenbergkirche führt – von Ellwangen kommend – eine steile Lindenallee hinauf an 15 Wegkapellen mit Darstellungen der Geheimnisse des Rosenkranzes vorbei.

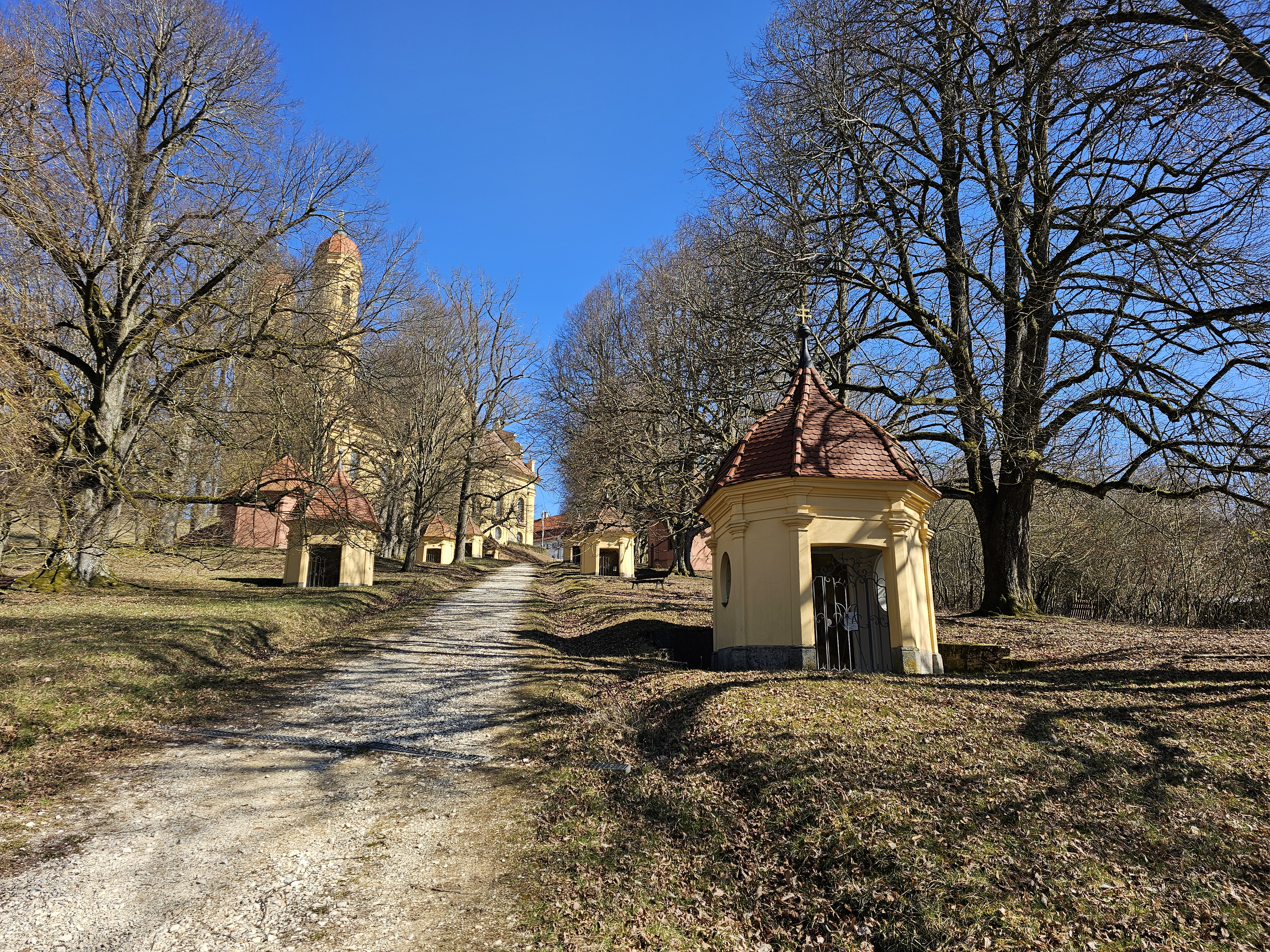
Wegkapellen mit den Geheimnissen des Rosenkranzes

Auf dem Weg hinauf zur Kirche stehen zwei weitere Kapellen; sie sind Maria (von unten aus gesehen links) und Josef (von unten aus gesehen rechts) gewidmet. Die Darstellungen des Rosenkranzes sind das freudenreiche, das schmerzhafte und das glorreiche Geheimnis in der hier genannten Reihenfolge. Die unterste Kapelle zeigt die Verkündigung des Herrn, die oberste Kapelle zeigt die Krönung Mariens im Himmel.
Besonders die jährlich stattfindende Vertriebenenwallfahrt zieht jeweils Tausende an. Prominente Wallfahrer und Festredner zu diesem Anlass waren unter anderem die Bundeskanzler Konrad Adenauer und Helmut Kohl.
Die Pfarrgemeinde Schönenberg setzt sich aus mehreren Teilorten zusammen und wird seit 1919 vom Redemptoristenorden betreut.
In der St.-Patricks-Week 2024 und 2025 wurde die Kirche in Grün beleuchtet. In beiden Jahren fand auch ein Gottesdienst statt, welcher von der "Kochen Clan Pipe Band" aus Unterkochen musikalisch begleitet wurde.

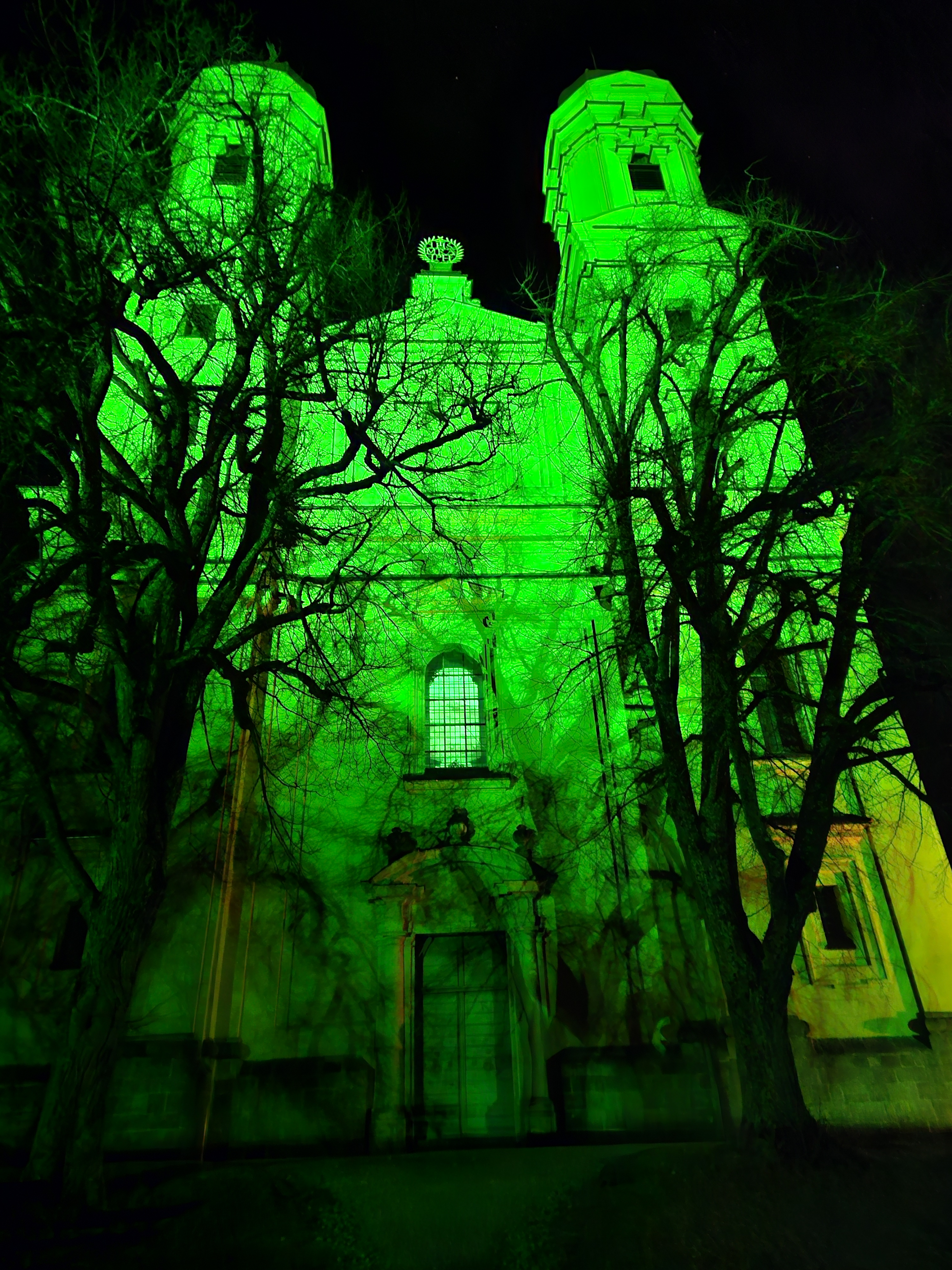
Die Kirche in Grün anlässlich des St.-Patricks-Days